# One Step Beyond (série télévisée)
One Step Beyond est une série télévisée américaine en 96 épisodes de 25 minutes et diffusée entre le 20 janvier 1959 au 4 juillet 1961 sur le réseau ABC.
Cette série est inédite dans les pays francophones.

## Synopsis
Anthologie d'histoires courtes fantastiques inspirées d'évènements réels.

## Réalisateur
- Fait assez unique, la série a été entièrement réalisée par son hôte l'acteur John Newland.

## Distribution

### Acteurs récurrents
- John Newland : Présentateur de la série.

### Acteurs célèbres invités
- Robert Douglas : Général George Washington / Paul McCord / Harrison Ackroyd
- Albert Salmi : Peter Hurkos
- Julie Adams : Helen Archer
- Marcel Dalio : Jean Gabot
- George Grizzard : Mate Harris
- Norman Lloyd : Harold Stern
- Robert Loggia : Tom Grant
- Robert Blake : Tom
- Joan Fontaine : Ellen Grayson
- Elizabeth Montgomery : Lillie Blake
- Charles Bronson : Yank Dawson
- Mike Connors : Mario Patruzzio
- Werner Klemperer : Herr Bautmann
- Cloris Leachman : Rita Wallace
- Ross Martin : Paul Marlin
- Patrick O'Neal : Mitchell Campion
- Suzanne Pleshette : Martha Wizinski
- Pernell Roberts : Sergent Vaill
- Warren Beatty : Harry Grayson
- Christopher Lee : Wilhelm Reitlinger
- Patrick Macnee : Eric Farley
- David White : Lieutenant Barry
- Yvette Mimieux : Nonnie Regan
- John Marley : Docteur Frazier
- Veronica Cartwright : Gillian
- James Hong : le guide
- Jack Lord : Dan Gardner
- William Shatner : Carl Bremer
- Lois Maxwell : Esther Hollis
- Ferdy Mayne : Geoffrey Heathcote
- Donald Pleasence : Harvey Laurence
- Peter Wyngarde : Paul Roland

## Fiche technique
- Producteur : Collier Young
- Producteur associé : Merwin Gerard
- Supervision de l'écriture : Jane Flicker
- Musique : Harry Lubin
- Photographie : Dale Deverman, Brendan J. Stafford, Lionel Banes, Russell Metty et Carlos Martel
- Montage : Henry Berman, Derek Chambers, John Baxter Rogers, Spencer Reeve, James Baiotto et Milton Carruth
- Création des décors : George W. Davis, William Ferrari, Addison Hehr, William A. Horning, Frank White, Feild M. Gray, Philip Barber, Hans Peters et Alexander Golitzen
- Effets spéciaux de maquillage : Jim Hydes, William Tuttle et Bud Westmore
- Compagnies de production : ABC Films et Joseph L. Schenck Enterprises
- Compagnie de distribution : Worldvision Enterprises
- Pays :  États-Unis /  Royaume-Uni
- Langue : Anglais Mono (Westrex Recording system)
- Durée : 25 minutes
- Image : Noir et blanc
- Ratio : 1.33:1 plein écran
- Format : 35 mm sphérique

## Épisodes

### Saison 1 (1959)
1. La Mariée possédée (The Bride Possessed)
2. La Nuit du 14 avril (Night of April 14th)
3. En cas d'urgence (Emergency Only)
4. La Chambre Noire (The Dark Room)
5. Douze heures à vivre (Twelve Hours to Live)
6. Épilogue (Epilogue)
7. Le Rêve (The Dream)
8. Prémonition (Premonition)
9. Les Trois Fantômes (Dead Part of the House)
10. La Vision (The Vision)
11. Le Rire du diable (The Devil's Laughter)
12. Le Retour de Mitchell Campion (The Return of Mitchell Campion)
13. Le Navigateur (The Navigator)
14. Le Secret (The Secret)
15. Le Trapéziste (The Aerialist)
16. La Pyromane (The Burning Girl)
17. Le Sous-Marin hanté (The Haunted U-Boat)
18. Le Reflet de la Mort (Image of Death)
19. Les Hôtes du capitaine (The Captain's Guests)
20. Écho (Echo)
21. Le Grand Favori (Front Runner)
22. L'Énigme (The Riddle)

### Saison 2 (1959-1960)
1. Illusion (Delusion)
2. Le Monstre de Locust Street (Ordeal on Locust Street)
3. Idée de génie (Brainwave)
4. Le Jour du jugement dernier (Doomsday)
5. La Nuit du Meurtre (Night of the Kill)
6. L'Héritage (The Inheritance)
7. La Fenêtre ouverte (The Open Window)
8. Le Message de Clara (Message from Clara)
9. Le Lien (Forked Lightning)
10. Réunion (Reunion)
11. Les Jumelles (Dead Ringer)
12. Le Tailleur de pierre (The Stone Cutter)
13. L'Image du père (Father Image)
14. Sorcière malgré elle (Make Me Not a Witch)
15. La Main (The Hand)
16. La Ville Fantôme (The Justice Tree)
17. Tremblement de terre (Earthquake)
18. Le Jeu (The Forests of the Night)
19. L'Appel de l'au-delà (Call from Tomorrow)
20. Identité inconnue (Who Are You ?)
21. L'Assassinat de Lincoln (The Day The World Wept - The Lincoln Story)
22. Les Amants (The Lovers)
23. Disparitions (Vanishing Point)
24. Le Masque (The Mask)
25. Hantise (The Haunting)
26. L'Explorateur (The Explorer)
27. Le Clown (The Clown)
28. Vision de mort (I Saw You Tomorrow)
29. Rencontre (Encounter)
30. L'Histoire de Peter Hurkos, 1re partie (The Peter Hurkos Story, part 1)
31. L'Histoire de Peter Hurkos, 2e partie (The Peter Hurkos Story, part 2)
32. Delia (Delia)
33. Le Visiteur (The Visitor)
34. Gitane (Gypsy)
35. Le Contact (Contact)
36. La Pièce solitaire (The Lonely Room)
37. La Maison des morts (House of the Dead)
38. Adieu Grand Père (Goodbye Grandpa)
39. La Tempête (The Storm)

### Saison 3 (1960-1961)
1. Raz de Marée (Tidal Wave)
2. Commémoration d'un meurtre (Anniversary of a Murder)
3. La Valse de la Mort (The Death Waltz)
4. Le Retour (The Return)
5. Sally (If You See Sally)
6. Le Pouvoir de la Haine (Moment of Hate)
7. La Fin (To Know The End)
8. Le Piège (The Trap)
9. La Voix (The Voice)
10. La Promesse (The Promise)
11. Rendez-vous à Minuit (Tonight at 12:17)
12. L'Inconnu (Where Are They ?)
13. Héritage d'amour (Legacy of Love)
14. Rendez-vous (Rendezvous)
15. L'Exécuteur (The Executioner)
16. Le Dernier Round (The Last Round)
17. L'Histoire du mort (Dead Man's Tale)
18. Les Champignons sacrés (The Sacred Mushroom)
19. Le Cadeau (The Gift)
20. Le Guerrier Fantôme (Person Unknown)
21. Nuit décisive (Night of Decision)
22. L'Étranger (The Stranger)
23. Justice (Justice)
24. Le Visage (The Face)
25. La Chambre du dessus (The Room Upstairs)
26. Signal reçu (Signal Received)
27. La Confession (The Confession)
28. Les Vengeurs (The Avengers)
29. Le Prisonnier (The Prisoner)
30. La Fleur de la révolution (Blood Flower)
31. Le Sorcier (The Sorcerer)
32. La Villa (The Villa)
33. Minuit (Midnight)
34. Le Tigre (The Tiger)
35. Cauchemar (Nightmare)
36. Le Témoin (Eyewitness)

## Production
La mise en chantier n'a été possible que grâce à l'apport financier de son sponsor ALCOA Inc., une compagnie publique productrice essentiellement de métaux pour la construction comme l'Aluminium, d'ailleurs le nom est l'abréviation de ALuminium COmpany of America.
Produite par Collier Young, futur créateur de la série L'Homme de fer, la série sera diffusée sur le créneau du mardi soir à 22 heures. Au cours de la baisse d'audience durant la troisième saison, Newland proposera à la chaîne de réaliser les treize derniers épisodes en Angleterre afin de doper les chiffres d'audience. Ses arguments étant que le choix d'extérieurs inédits ainsi que les acteurs britanniques disposant d'une certaine notoriété (notamment Christopher Lee) seraient payants. Au bout du compte, la série s'arrêtera à la fin du 96e épisode.
Après son arrêt en 1961, la série sera vendue sur les chaînes locales. Son succès durant ses rediffusions amènera Collier Young et John Newland ainsi que son créateur original, Merwin Gerard à faire un remake en 1978 en syndication intitulé The Next Step Beyond (en). Son budget faible ainsi que le tournage en vidéo feront plus tard dire à ses créateurs qu'il s'agissait d'une mauvaise idée.
Dans les années 1990, le succès des séries d'anthologie comme Au-delà du réel : L'aventure continue va présenter la série a une toute nouvelle génération de téléspectateurs. Pour l'occasion, un nouveau montage est présenté (De 25 minutes, il passera à 22). Bien que les droits de certains épisodes soient épuisés et tombés dans le domaine public, la majeure partie des copyrights appartiennent à CBS Television Distribution.

## DVD
Plusieurs éditeurs américains ont édité des DVD sur cette série (La qualité des copies varie selon les sources d'enregistrement), en voici la liste complète :
- One Step Beyond DVD (5 épisodes) sorti le 23 mai 2000 chez Slingshot Entertainment au format 4/3 plein écran en anglais uniquement sans sous-titres et sans suppléments [1].

- One Step Beyond Collection One coffret de 2 DVD (12 épisodes) sorti le 29 juillet 2003 chez VCI Entertainment au format 4/3 plein écran uniquement en anglais sans sous-titres mais les copies sont restaurées [2].

- One Step Beyond - One Step Beyond 12 Disc Set coffret de 12 DVD (49 épisodes) sorti le 24 février 2004 chez Delta Entertainment au format 4/3 plein écran sans sous-titres et uniquement en anglais [3].

- One Step Beyond - One Step Beyond Collection coffret de 5 DVD (20 épisodes) sorti le 7 février 2006 chez Entertainment One au format 4/3 plein écran, en anglais sans sous-titres et sans suppléments [4].

- One Step Beyond - The Official First Season coffret de 3 DVD (22 épisodes de la première saison) sorti le 15 septembre 2009 chez CBS Paramount au format 4/3 plein écran, en anglais avec option de closed captioned (Sous-titres anglais). Les copies sont issues des masters d'origine [5].

- One Step Beyond - 6 DVD Collector's Set coffret de 6 DVD (70 épisodes) sorti le 7 avril 2015 chez Film Chest au format 4/3 plein écran, en anglais, sans sous-titres et sans suppléments [6].